# Carlo Emilio Gadda

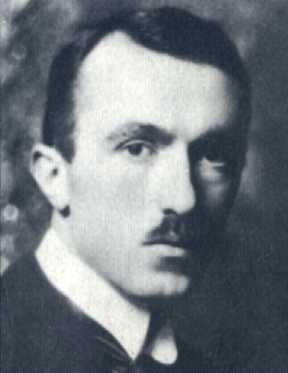
Carlo Emilio Gadda (1921)

Carlo Emilio Gadda (Milaan, 14 november 1893 – Rome, 21 mei 1973) was een Italiaans schrijver.

## Biografie
Na de dood van zijn vader in 1909 schreef hij zich, op aanraden van zijn moeder, in bij de universiteit van Milaan op de faculteit van Technische wetenschap van de politechniek. 
Om iets van orde in zijn “verschrikkelijk geteisterde” leven te brengen, meldde hij zich vrijwillig aan bij het leger ten tijde van de Eerste Wereldoorlog. Tijdens zijn dienst raakte hij in krijgsgevangenschap en belandde in het krijgsgevangenenkamp te Celle. 
Toen hij terugkwam uit de oorlog bracht het nieuws van de dood van zijn broer hem in een diepe depressie waaruit hij maar langzaam geraakte. Ook de dood van zijn moeder in 1936 was niet bevorderlijk voor de emotionele stabiliteit van Gadda. In deze periode was hij werkzaam als ingenieur buiten Milaan. 
Gedurende de periode net na de Eerste Wereldoorlog stond Gadda in eerste instantie niet negatief tegenover het fascisme. In 1920 werd hij zelfs lid van de Partito Nazionale Fascista, de fascistische partij, en schreef hij in deze tijd ook pro-fascistische teksten. Dit verandert gedurende de aanloop naar de Tweede Wereldoorlog. Het fascisme werd van een noodzakelijk kwaad tot een massapsychose in de ogen van Gadda. Gadda was vooral erg negatief over Mussolini.
Toen hij terugkeerde naar Milaan, schreef hij zich in aan de faculteit van de Filosofie maar hij zou nooit afstuderen. Vanaf deze tijd begon hij met schrijven in het tijdschrift Solaria. 
In 1944 stopte hij definitief met zijn werk als ingenieur en wijdde zich volledig aan het schrijven, waar hij al die tijd al mee bezig was geweest. 
Zijn hele leven  bracht hij in een zelfverkozen isolement door. 
Over zijn oorlogservaringen schreef hij in Giornale di guerra e di prigionia wat in 1955 gepubliceerd werd. 
Hij werd pas bekend nadat hij de internationale literatuurprijs Formentor ontvangt voor zijn roman La Cognizione del dolore uit 1963 ontvangt. Na deze bekendheid werd Gadda een belangrijk voorbeeld voor de volgende generatie schrijvers, de neo-avantgarde. De groep die hem als groot voorbeeld zag, noemde zich 'i nipotini di Gadda' (de kleinkinderen van Gadda). Voor zijn bekendheid publiceerde hij toch verschillende werken waaronder Apologia manzoniana (1927) en Quer pasticciaccio brutto de Via Merulana (1957). 
In een van zijn laatste werken, Eros e Priapo uit 1967 ontziet hij onder andere Mussolini niet. 
Ook na zijn dood in 1973 werden er nog werken van hem uitgegeven waaronder Meditazione milanese (1974) en Romanzo italiano di ignoto del Novecento (1983)

## Thematiek
Vrijwel elk bekend werk van Gadda heeft een eigen thema, hoewel de meeste werken die na de Tweede Wereldoorlog geschreven zijn indirect of direct verhalen over het fascisme en verder als hoofdthema taal hebben.
Het werk Giornale di guerra e di progonia draait vooral om de Eerste Wereldoorlog. Het was een serie van dagboeken die verhalen over zijn beleving van WOI. 
Zijn werk La Cognizione del dolore heeft een symbolische betekenis. Indirect vertelt het verhaal over het fascisme en over de innerlijke strijd van de schrijver Gadda. In deze roman analyseerde Gadda zichzelf door middel van de psychoanalyse. 
Gadda sprong op een bijzondere manier om met de taalschat. Hij versmelt filosofische, technische, bureaucratische en militaire termen met neologismen en dialectische uitdrukkingen, zowel op lexicaal als syntactisch niveau. Hij motiveerde zijn ‘taaldeformatie’ in zijn werk I viaggi la morte. In dit werk zegt hij dat het schrijven hem op de eerste plaats een manier bood om zijn eigen waarheid vast te kunnen leggen, de manier om zich te kunnen wreken op de vele beledigingen, onwaarheden en huichelarijen die de overhand hebben in de wereld. 
Het detectiveachtige thema in Quer pasticciaccio brutto de Via Merulana  bracht Gadda veel succes. Door literatuurcritici werd het een 'giallo senza soluzione' (detective zonder oplossing) genoemd en er bestaan twee hypothese over dit open einde. Men kent de onvoltooidheidstheorie en de voltooidheidshypothese. De onvoltooidsheidstheorie zegt dat dit open einde klopt met de stijl van Gadda en dat heb past bij zijn visie op de wereld. De voltooidheidshypothese zegt dat het bekend was wie de ontvoering en de moord op zijn geweten heeft en dat het daarna niet nodig was meer te vertellen. De roman heeft tevens de structuur van een detective, maar was dit niet vanwege de vele uitweidingen, waar Gadda om bekendstaat. En ook in dit werk komt het fascisme naar voren: door middel van zijn ingewikkelde taalgebruik analyseert Gadda de Romeinse samenleving tijdens het fascisme en stelt hij de bedrieglijke moraal aan de kaak. Dit thema keert ook terug in zijn werk Eros e Priapo waarin Mussolini niet werd ontzien en Gadda alles onderbouwt middels de rede, welk bij deze schrijver bovenaan staat. 
Carlo Emilio Gadda heeft twee oorlogen meegemaakt, respectievelijk de Eerste Wereldoorlog en de Tweede Wereldoorlog. Deze ervaring heeft sporen achtergelaten in zijn werken. Vooral het fascisme speelt een belangrijke rol in werken als Quer pasticciaccio brutto de Via Merulana en Eros e Priapo.

## Receptie
Gadda gebruikte veel dialect, vaktermen uit de techniek en neologismen. Hij was berucht om zijn vele uitweidingen waardoor men soms door de bomen het bos niet meer kon zien. In deze uitweidingen maakte hij vooral gebruik van nevenschikkingen, hij zette woorden die hetzelfde betekenden achter elkaar om iets te beschrijven. En Gadda herhaalde veel. Zelf noemt hij dit taalgebruik 'maccheronico'. Zijn stijl werd door veel critici barok genoemd, hoewel Gadda het daar niet mee eens was.
Over zijn stijl en zijn werken, met name over Quer pasticciaccio brutto de Via Merulana, werd veel geschreven en gespeculeerd door de critici en andere letterkundigen. 
Louter als gevolg van zijn stijl en zijn ingewikkelde taalgebruik was zijn werk niet voor iedereen toegankelijk. 
Vanwege dat taalgebruik was ook het vertalen van de werken van Gadda een lastig karwei. Er zijn dan ook vrij weinig werken vertaald in het Nederlands.

## Werken
1943 • Gli Anni (de jaren)
1955 • I sogni e la folgore (de dromen en de bliksem) 
1955 • La Madonna dei filosofi (de Madonna van de filosofen)
1957 • Quer pasticciaccio brutto de via Merulana (de gore klerezooi in de via Merulana) (vertaald in het Nederlands door Frans Denissen, 2000)
1958 • I viaggi la morte (de reizen de dood) 
1961 • Verso la Certosa (richting het Klooster)
1962 • La cognizione del dolore (De leerschool van het lijden) (vertaald in het Nederlands door Frans Denissen, 2011)
1963 • Accoppiamenti giudiziosi (Gepaard met verstand) (vertaald in het Nederlands)
1963 • L'Adalgisa (de Adalgisa)
1964 • I Luigi di Francia (de Luigi’s van Frankrijk)
1964 • Le meraviglie d'Italia (de wonderen van Italië)
1965 • Giornale di guerra e di prigionia (Dagboek van oorlog en van gevangenis)
1967 • Il guerriero, l'amazzone e il verso immortale nella poesia del Foscolo (de oorlogvoerder, de amazone en het onsterfelijke vers in de poëzie van Foscolo)
1967 • Eros e Priapo (Eros en Priapo)
1970 • La Meccanica (de Mechanica)
1971 • Novella seconda (tweede novelle)
1973 • Il castello di Udine (het kasteel van Udine)
1974 • Meditazione milanese (Milanese overpeinzingen)
1976 • Il primo libro delle favole (het eerste boek van de fabelen)